# Extreme Rules 2019
Extreme Rules 2019 è stata l'undicesima edizione dell'omonimo evento in pay-per-view prodotto annualmente dalla WWE. L'evento si è svolto il 14 luglio 2019 al Wells Fargo Center di Philadelphia (Pennsylvania).

## Storyline
Il 23 giugno, a Stomping Grounds, Becky Lynch ha difeso con successo il Raw Women's Championship contro Lacey Evans; più tardi, quella sera, Seth Rollins ha difeso con successo l'Universal Championship contro Baron Corbin in un No Disqualification match arbitrato dalla stessa Lacey Evans. Nella puntata di Raw del 24 giugno Corbin e la Evans hanno sfidato Becky e Seth ad un Winner Takes All Mixed Tag Team Extreme Rules match con in palio sia il Raw Women's Championship che l'Universal Championship a Extreme Rules.
Il 7 giugno, a Super ShowDown, Shane McMahon ha sconfitto Roman Reigns (appartenente al roster di SmackDown) grazie all'intervento di Drew McIntyre (appartenente al roster di Raw). Il 23 giugno, a Stomping Grounds, Reigns si è preso la rivincita sconfiggendo McIntyre. Nella successiva puntata di Raw del 24 giugno, durante il 2-on-1 Handicap match tra Shane e Drew contro il solo Reigns, The Undertaker ha fatto il suo ritorno a sorpresa per salvare Reigns. Successivamente, un match tra Reigns e Undertaker contro McIntyre e Shane è stato annunciato per Extreme Rules, mentre il 2 luglio tale incontro è stato modificato in un No Holds Barred Tag Team match.
Nella puntata di Raw del 24 giugno il WWE Champion Kofi Kingston (appartenente al roster di SmackDown) ha sconfitto dapprima Sami Zayn e poi Kevin Owens (appartenente al roster di SmackDown) per count-out. Subito dopo, Samoa Joe ha brutalmente attaccato Kingston sullo stage. Un match fra i due per il WWE Championship è stato sancito per Extreme Rules.
Il 23 giugno, a Stomping Grounds, Bayley ha difeso con successo lo SmackDown Women's Championship contro Alexa Bliss (appartenente al roster di Raw). Nella puntata di SmackDown del 25 giugno Nikki Cross ha sconfitto Bayley in un match non titolato, conquistando la possibilità per la Bliss di affrontare nuovamente Bayley a Extreme Rules per lo SmackDown Women's Championship, ma l'8 luglio l'incontro è stato modificato in un 2-on-1 Handicap match in cui Bayley dovrà difendere il titolo femminile di SmackDown contro Alexa Bliss e Nikki Cross.
Il 23 giugno, nel Kick-off di Stomping Grounds, Drew Gulak ha sconfitto Tony Nese in un Triple Threat match che comprendeva anche Akira Tozawa, conquistando il WWE Cruiserweight Championship (appartenente a Nese). Nella puntata di 205 Live del 25 giugno Nese ha sconfitto Akira Tozawa ottenendo la possibilità di sfidare Gulak per il WWE Cruiserweight Championship nel Kick-off di Extreme Rules.
Nella puntata di SmackDown del 2 luglio è stato annunciato che Daniel Bryan e Rowan avrebbero difeso lo SmackDown Tag Team Championship contro Big E e Xavier Woods del New Day; quella sera, tuttavia, gli Heavy Machinery (Otis e Tucker) hanno sconfitto Dolph Ziggler e Kevin Owens, inserendosi nel match per lo SmackDown Tag Team Championship, rendendolo un Triple Threat match.
Dopo mesi di promo pre-registrati andati in onda settimanalmente a SmackDown, nella puntata del 2 luglio Aleister Black ha annunciato che a Extreme Rules affronterà uno sfidante misterioso, che nella puntata di SmackDown del 9 luglio si è rivelato essere Cesaro.
Nella puntata di Raw del 24 giugno AJ Styles ha sconfitto lo United States Champion Ricochet in un match non titolato, ma la settimana dopo questi ha difeso con successo il titolo contro Styles, il quale ha poi effettuato un turn-heel attaccando brutalmente Ricochet assieme a Luke Gallows e Karl Anderson. L'8 luglio è stata annunciata la rivincita titolata fra i due per Extreme Rules.
Il 7 giugno, a Super ShowDown, Braun Strowman ha sconfitto Bobby Lashley. Nella puntata di Raw del 1º luglio il Falls Count Anywhere match tra Strowman e Lashley è terminato in no-contest dopo che Strowman ha schiantato Lashley contro il pannello a led dello stage. L'8 luglio è stato annunciato che Lashley e Strowman si affronteranno a Extreme Rules in un Last Man Stading match.
Nella puntata di Raw del 20 maggio i Revival hanno sconfitto gli Usos. Nella rivincita del 7 giugno a Super ShowDown, sono stati gli Usos a prevalere. Nella puntata di Raw del 10 giugno i Revival hanno conquistato il Raw Tag Team Championship contro Curt Hawkins e Zack Ryder in un Triple Threat match che comprendeva anche gli Usos. Dopo vari altri match, il 9 luglio è stato annunciato che i Revival difenderanno il Raw Tag Team Championship contro gli Usos a Extreme Rules.
Il 14 luglio, qualche ora prima dell'inizio dell'evento, sono stati annunciati due incontri per Extreme Rules: nel primo Dolph Ziggler affronterà Kevin Owens, mentre nel secondo, che avverrà nel Kick-off, Finn Bálor dovrà difendere l'Intercontinental Championship contro Shinsuke Nakamura.

## Risultati
| #       | Match | Stipulazioni                                                                             | Durata |
| ------- | --- | ---------------------------------------------------------------------------------------- | ------ |
| Kickoff | Shinsuke Nakamura ha sconfitto Finn Bálor (c)                                                                     | Single match per il WWE Intercontinental Championship                                    | 7:40   |
| Kickoff | Drew Gulak (c) ha sconfitto Tony Nese                                                                             | Single match per il WWE Cruiserweight Championship                                       | 7:25   |
| 1       | Roman Reigns e The Undertaker hanno sconfitto Drew McIntyre e Shane McMahon                                       | No-holds barred tag team match                                                           | 17:00  |
| 2       | I Revival (c) hanno sconfitto gli Usos                                                                            | Tag team match per il WWE Raw Tag Team Championship                                      | 12:35  |
| 3       | Aleister Black ha sconfitto Cesaro                                                                                | Single match                                                                             | 9:45   |
| 4       | Bayley (c) ha sconfitto Alexa Bliss & Nikki Cross                                                                 | Two-on-one handicap match per il WWE SmackDown Women's Championship                      | 10:30  |
| 5       | Braun Strowman ha sconfitto Bobby Lashley                                                                         | Last man standing match                                                                  | 17:30  |
| 6       | Il New Day ha sconfitto Daniel Bryan e Rowan (c) e gli Heavy Machinery                                            | Triple threat tag team match per il WWE SmackDown Tag Team Championship                  | 14:00  |
| 7       | AJ Styles (con Karl Anderson e Luke Gallows) ha sconfitto Ricochet (c)                                            | Single match per il WWE United States Championship                                       | 16:30  |
| 8       | Kevin Owens ha sconfitto Dolph Ziggler                                                                            | Single match                                                                             | 0:17   |
| 9       | Kofi Kingston (c) ha sconfitto Samoa Joe                                                                          | Single match per il WWE Championship                                                     | 9:45   |
| 10      | Seth Rollins (Universal Champion) e Becky Lynch (Raw Women's Champion) hanno sconfitto Baron Corbin e Lacey Evans | Winners takes all extreme rules mixed tag team match                                     | 19:55  |
| 11      | Brock Lesnar (con Paul Heyman) ha sconfitto Seth Rollins (c)                                                      | Single match per il WWE Universal Championship Lesnar ha incassato il Money in the Bank. | 0:13   |